# Torrington (Alberta)
Pour les articles homonymes, voir Torrington.
Torrington est un hameau (hamlet) du Comté de Kneehill, situé dans la province canadienne d'Alberta.

## Démographie
En tant que localité désignée dans le recensement de 2011, Torrington a une population de 179 habitants dans 81 de ses 90 logements, soit une variation de -2.7% par rapport à la population de 2006. Avec une superficie de 0,690 6 km2, le hameau possède une densité de population de 259,194 9 hab/km2 en 2011.
Concernant le recensement de 2006, Torrington abritait 184 habitants dans 86 de ses 92 logements. Avec une superficie de 0,690 6 km2, le hameau possédait une densité de population de 266,4 hab/km2 en 2006.